# Dioscoro Rabor
Pour les articles homonymes, voir Rabor (homonymie).
Dioscoro Siarot Rabor, né le 18 mai 1911 à Cebu et mort le 25 mars 1996 dans la province de Laguna, est un zoologiste philippin.

## Biographie
Titulaire d'un doctorat de l'Université Yale en 1958, il s'est spécialisé en ornithologie et en mammalogie, décrivant au moins cinq espèces et 39 sous-espèces d'oiseaux. De 1935 à 1977, il dirige plus de 50 expéditions dans les forêts de 25 îles des Philippines.
Durant sa carrière, il signe 87 livres scientifiques ou de vulgarisation.